# 海軍上級大将
海軍上級大将（かいぐんじょうきゅうたいしょう、英語: General admiral、Fleet admiral 露：Генерал-адмирал）は、海軍の階級の一つ。
旧東ドイツ海軍、ロシア海軍をはじめとする社会主義国海軍、旧ドイツ海軍、中華民国海軍およびスペイン海軍における海軍大将の上に位置する海軍将官の最高位である。
NATO階級符号はOF-9とされ、准将四階級制を採っている国の海軍大将と同位とされている。

## ドイツ国防軍

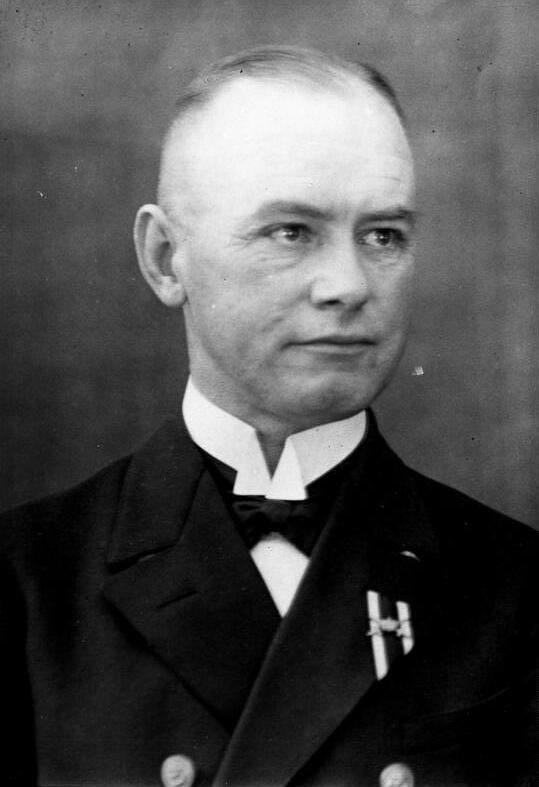
コンラート・アルブレヒト海軍上級大将（ドイツ国防軍）

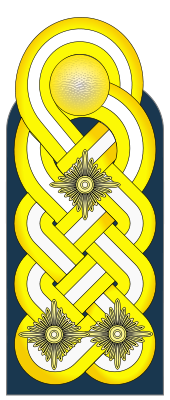
肩章
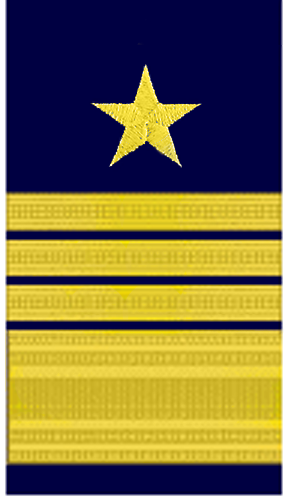
袖章

1. コンラート・アルブレヒト、1939年4月1日昇進
2. ヘルマン・ベーム、1941年4月1日昇進
3. ロルフ・カールス、1940年7月19日
4. ハンス＝ゲオルク・フォン・フリーデブルク、1945年5月1日昇進
5. オスカー・クメッツ、1944年9月16日昇進
6. ヴィルヘルム・マルシャル、1943年2月1日昇進
7. アルフレート・ザールヴェヒター、1940年1月1日昇進
8. オットー・シュニーヴィント、1944年3月1日昇進
9. Otto Schultze、1942年8月31日昇進
10. ヴァルター・ヴァルツェハ、1944年3月1日昇進
11. Karl Witzell、1941年4月1日昇進

## 各国の海軍上級大将
- スペイン海軍 : Almirante general
- 中華民国海軍 : 海軍一級上将
- ロシア海軍 : Адмирал Флота (Admiral flota)

### 廃止
- オランダ海軍 : Luitenant-admiraal-generaal
- 中国人民解放軍海軍 : 海軍大将 (1955年から1965年)、海軍一級上将 (1988年から1994年)
- ドイツ海軍 : Generaladmiral
- 東ドイツ海軍 : Flottenadmiral